# Pioneer–7
A Pioneer–7 amerikai mesterséges bolygó, amelyet a Pioneer-program keretében indítottak a Mars bolygó körzetébe.

## Küldetés
Kutatási cél a Föld és a Mars közötti tér kozmikus sugárzás intenzitásának mérése, a bolygóközi tér és a napszél tanulmányozása, a rádióhullámok terjedésének vizsgálata.

## Jellemzői
1966. auguisztus 17-én a Air Force Missile Test Center indítóállomásról egy Delta-E1 hordozórakétával, direkt módszer alkalmazásával indították.
Hasznos tömege 63,5 kilogramm. Műszerrekesze egy 94 centiméter átmérőjű és 93 centiméter magas henger. Az energiaellátást a testre szerelt napelemekkel kombinált akkumulátorok biztosították. A szonda forgásstabilizált, 60 fordulat/perc.
Műszerei: háromtengelyű magnetométer, kozmikus sugárzás-teleszkóp, elektrosztatikus analizátor, rádióvevő. A mérések eredménye négyféle adathordozó segítségével, tárolt illetve közvetlen formában érkezett a Földre. A műszerrekeszből három stabilizáló rúd nyúlik ki, az egyiken magnetométer található. Az alsó fedőlapra van szerelve az irányítható antenna.

## Külső hivatkozások
- Pioneer–7. skyrocket.de. (Hozzáférés: 2012. december 30.)
- Pioneer–7. lib.cas.cz. [2013. október 13-i dátummal az eredetiből archiválva]. (Hozzáférés: 2012. december 30.)

| Elődje: Pioneer–6 | Pioneer-program 1965–1978 | Utódja: Pioneer–8 |